# 오하타 다쿠야
오하타 다쿠야(일본어: 大畑 拓也, 1990년 5월 28일~)는 일본의 축구 선수이다.

## 구단 경력
그는 2009년 J1리그의 주빌로 이와타에 입단했다. 2011년부터 2014년까지 준텐도 대학에서 활동하였다. 2015년 일본 풋볼 리그의 아술 클라로 누마즈에 입단했다. 2017년 J3리그의 SC 사가미하라로 이적했다. 2019년 후지에다 MYFC로 이적했다.